# 1297
Високе Середньовіччя •  Реконкіста •  Ганза •  Монгольська імперія

## Геополітична ситуація
Андронік II Палеолог є імператором Візантійської імперії (до 1328). Королем Німеччини є Адольф з Ніссау (до 1298). У Франції править Філіп IV Красивий (до 1314).
Апеннінський півострів розділений: північ належить Священній Римській імперії, середню частину займає Папська область, південь належить Неаполітанському королівству. Деякі міста півночі: Венеція, Піза, Генуя тощо, мають статус міст-республік.
Майже весь Піренейський півострів займають християнські Кастилія (Леон, Астурія, Галісія), Наварра, Арагонське королівство (Арагон, Барселона) та Португалія, під владою маврів залишилися тільки землі на самому півдні. Едуард I Довгоногий є королем Англії (до 1307), Вацлав II — Богемії (до 1305), а королем Данії — Ерік VI (до 1319).
Руські землі перебувають під владою Золотої Орди. Король Русі Лев Данилович править у Києві та Галичі (до 1301), Андрій Олександрович Городецький — у Володимиро-Суздальському князівстві (до 1304). У Великопольщі править Вацлав II.
Монгольська імперія займає більшу частину Азії, але вона розділена на окремі улуси, що воюють між собою. У Китаї, зокрема, править монгольська династія Юань. У Єгипті владу утримують мамлюки. Мариніди правлять у Магрибі. Делійський султанат є наймогутнішою державою Північної Індії, а на півдні Індії панують держава Хойсалів та держава Пандья. В Японії триває період Камакура.
Цивілізація майя переживає посткласичний період. Почала зароджуватися цивілізація ацтеків.

## Події
- Вацлава II офіційно короновано королем Богемії.
- 11 вересня у битві біля Стерлінга (Шотландія) шотландці під керівництвом Вільяма Воллеса «Хоробре серце» розбили війська англійського короля Едуарда I
- Едуард I без успіху спробував захопити Фландрію.
- Англійський король ще раз підтвердив Велику хартію вольностей.
- Генуезець  Франческо Грімальді захопив фортецю Монако.
- Папа римський Боніфацій VIII оголосив про створення королівства Сардинії та Корсики й віддав його арагонському королю. Фактично острови залишилися під контролем Генуї та Пізи.
- Португалія та Кастилія підписали угоду про кордони, які відтоді збереглися майже без змін.
- Синьйорія Венеції перетворилася в спадковий орган.
- Війська Чагатайського улусу здійснили похід в Індію.

## Померли
- Іоанн XI Веккос